# هانس س. فيتينهاوسن
هانس س. فيتينهاوسن (بالإنجليزية: Hans S. Witsenhausen)‏ (من مواليد 6 مايو 1930 في فرانكفورت / ماين، ألمانيا - تُوفي في 19 نوفمبر 2016 في مدينة نيويورك) وهو معروف بعمله في مجال السيطرة ونظرية المعلومات، وتقاطعها. لديه العديد من النتائج الأساسية بما في ذلك النموذج الجوهري في السيطرة العشوائية اللامركزية وعمله على الرسم البياني "Turán"، وكذلك العديد من المفاهيم المختلفة من المعلومات الشائعة في نظرية المعلومات.
حصل على درجة I.C.M.E. في الهندسة الكهربائية في عام 1953 ودرجة «ترخيص العلوم» في الفيزياء الرياضية في عام 1956، وكلاهما من جامعة بروكسل الحرة، بروكسل، بلجيكا. ثم حصل على الدكتوراه وعلى درجة البكالوريوس في الهندسة الكهربائية من معهد ماساتشوستس للتكنولوجيا، كامبريدج، في 1964 و1966، على التوالي من عام 1957 إلى عام 1959 شارك هانس س. فيتينهاوسن في تحليل المشكلات والبرمجة في المركز الأوروبي للحساب، بروكسل. من عام 1960 إلى عام 1963، كان يشغل منصب كبير المهندسين في قسم الأبحاث وكذلك الحساب التابع لشركة Electronic Associates، inc. Princeton، N.J. حيث عمل على تقنيات الكمبيوتر التناظرية والهجينة وعلى مشاكل تحليل النظم. من 1963 إلى 1965 كان مرتبطا بمعمل الأنظمة الإلكترونية ومعمل لينكولن في معهد ماساتشوستس للتكنولوجيا. خلال 1965-1966 كان زميلا لمؤسسة فاني وجون هيرتز.

## وصلات خارجية
- Hans S. Witsenhausen في شجرة علماء الرياضيات